# Бурдуковское сельское поселение
Бурдуко́вское се́льское поселе́ние — муниципальное образование в составе Солигаличского района Костромской области России. 
Административный центр — деревня Бурдуково. 

## История
Бурдуковское сельское поселение образовано 30 декабря 2004 года в соответствии с Законом Костромской области № 237-ЗКО, установлены статус и границы муниципального образования.
22 октября 2009 года в соответствии с Законом Костромской области № 525-4-ЗКО в состав Бурдуковского сельского поселения включено упразднённое Высоковское сельское поселение. 

## Население
| 2008 | 2010 | 2012 | 2013 | 2014 | 2015 | 2016 |
| ---- | ---- | ---- | ---- | ---- | ---- | ---- |
| 773  | ↘604 | ↘575 | ↘544 | ↘522 | ↘480 | ↘452 |
| 2017 | 2018 | 2019 | 2020 | 2021 |      |      |
| ↘439 | ↘410 | ↘378 | ↘359 | ↘292 |      |      |

## Состав сельского поселения
| №  | Населённый пункт              | Тип населённого пункта          | Население |
| -- | ----------------------------- | ------------------------------- | --------- |
| 1  | Акулово                       | деревня                         | →0        |
| 2  | Боровина                      | деревня                         | ↗4        |
| 3  | Бренёво                       | деревня                         | →0        |
| 4  | Бурдуково                     | деревня, административный центр | ↗200      |
| 5  | Верково                       | деревня                         | →0        |
| 6  | Верховье                      | село                            | ↗32       |
| 7  | Волково                       | деревня                         | ↗3        |
| 8  | Высоковский                   | посёлок                         | ↗203      |
| 9  | Гаврилово                     | деревня                         | ↘6        |
| 10 | Галибино                      | деревня                         | ↘13       |
| 11 | Горбачево                     | деревня                         | ↘140      |
| 12 | Детского Дома им В. И. Ленина | посёлок                         | →0        |
| 13 | Дьяково                       | деревня                         | ↘1        |
| 14 | Княжево                       | деревня                         | ↗16       |
| 15 | Кожухово                      | деревня                         | ↗1        |
| 16 | Колосово                      | деревня                         | →0        |
| 17 | Колотыгино                    | деревня                         | ↗11       |
| 18 | Кузовлево                     | деревня                         | ↗1        |
| 19 | Макарово                      | деревня                         | →0        |
| 20 | Марково                       | деревня                         | ↘3        |
| 21 | Мошниково                     | деревня                         | →0        |
| 22 | Нетёсово                      | деревня                         | ↘1        |
| 23 | Петрово                       | деревня                         | →0        |
| 24 | Спицино                       | деревня                         | →0        |
| 25 | Тарасово                      | деревня                         | ↘1        |
| 26 | Фролово                       | деревня                         | →4        |
| 27 | Холопово                      | деревня                         | ↗2        |
| 28 | Яйцово                        | деревня                         | →0        |